# Spatenrecht

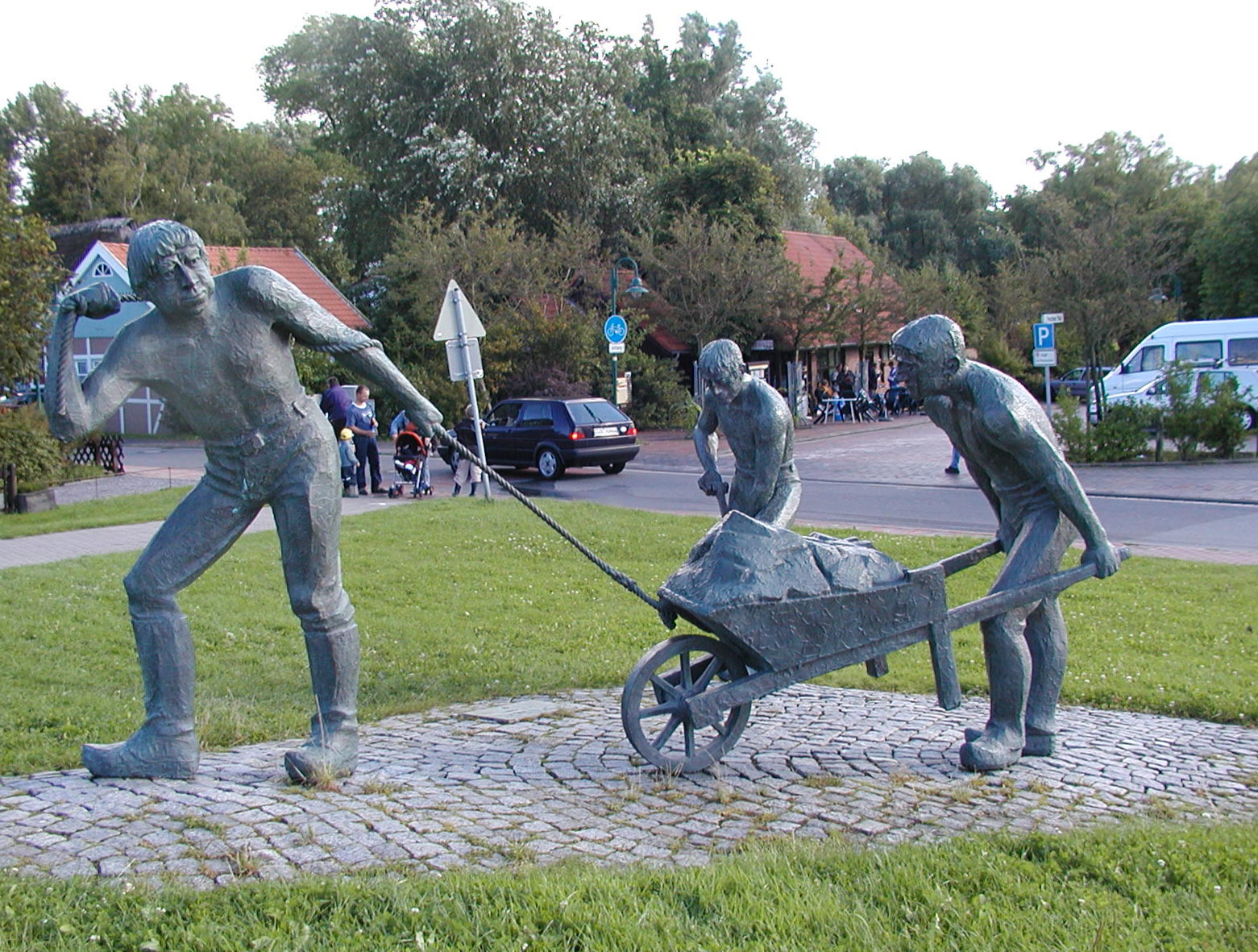
„Keen nich will dieken, de mutt wieken“, Skulptur von Frijo Müller-Belecke in Otterndorf bei Cuxhaven.

Das Spatenrecht (auch Spadenrecht, Spate- oder Spadelandsrecht) war ein aus dem Mittelalter in Norddeutschland überliefertes und seit dem 15. Jahrhundert schriftlich niedergelegtes Gewohnheitsrecht und Vorläufer des heutigen Deichrechts. Im engeren Sinne bezeichnete Spatenrecht den Brauch, die Verfügungsgewalt über ein bestimmtes Stück Land durch das symbolische Einstechen eines Spatens aufzugeben, zu verpfänden oder auch zu entziehen.
Im weiteren Sinne bezeichnete Spaten(land)recht (als Teil des allgemeinen Landrechts) die Gesamtheit der in einer bestimmten Region überlieferten Regeln, die Gerichtsbarkeit über einen oder mehrere Deiche und insbesondere die Verpflichtung der Deichgenossen zur Mitwirkung an ihrer Instandhaltung. Wer dieser Deichpflicht auf Dauer nicht nachkam, wurde aus dem Deichverband ausgeschlossen und verlor zugleich sein Land. Ihren Niederschlag fand diese Praxis in dem bekannten Merkspruch: „Keen nich will dieken, de mutt wieken“ (Wer nicht will deichen, der muss weichen).

## Geschichte
In den Marschländern entlang der Nordseeküste, aber auch in den Elb- und Wesermarschen, war der Spaten seit jeher das Hauptwerkzeug nicht nur zur Urbarmachung von Land, sondern auch zum Bau von Deichen, Sielen und Wettern. „Spatenland“ – wie es sich etwa im Namen des Hamburger Stadtteils Spadenland erhalten hat – war also im ursprünglichen Wortsinn mit dem Spaten kultiviertes und dem Wasser abgerungenes Land.
Da im Falle eines Deichbruchs aber nicht nur das unmittelbar anliegende Grundstück, sondern potentiell alle Bewohner im Hinterland des Deiches betroffen sein konnten, entwickelten sich im Deichbau überall frühzeitig genossenschaftliche Formen der Lastenteilung. So wurden alle Grundbesitzer innerhalb eines Deichverbands zur Erhaltung eines bestimmten Deichabschnitts verpflichtet und wählten aus ihrer Mitte den Deichgrafen und ggf. weitere Deichgeschworene, die im Namen der Gemeinschaft über die Einhaltung dieser Verpflichtung wachten.
Kam ein Besitzer eines zur Deichlast verpflichteten Grundstückes seinen Pflichten nicht nach, wurde dies im Rahmen der in der Regel halbjährlich abgehaltenen Deichschau öffentlich festgestellt und der Betreffende zur Nachbesserung oder zur Zahlung eines Bußgelds verurteilt. Im Extremfall wurde durch den Deichgraf ein Spaten in den Deich gesteckt und damit dem Besitzer das Grundstück entzogen und für herrenlos erklärt. Umgekehrt konnte ein Besitzer, der seinen Pflichten nicht mehr nachkommen konnte oder wollte, sein Grundstück auch freiwillig aufgeben und für herrenlos erklären. Auch er tat dies, indem er einen Spaten in den Deich oder das belastete Grundstück steckte. Wer den Spaten herauszog, erwarb damit das Grundstück, aber auch die mit diesem verbundenen Lasten. Fand sich kein Nachfolger, fiel das Land an die jeweilige Gemeinde oder den Landesherrn.
Diese Regelungen entwickelten sich seit dem 12. Jahrhundert zunächst auf lokaler Ebene und wurden mündlich überliefert. Erst ab dem 15. Jahrhundert wurden sie durch landesherrliche Urkunden (sog. Spadelandbriefe) bestätigt (z. B. in Butjadingen, Dithmarschen und Nordfriesland) und später durch landesherrliche Verordnungen und Gesetze sukzessive eingeschränkt und ersetzt. Im 19. Jahrhundert hatte das gewohnheitsrechtliche Spatenrecht seine praktische Bedeutung weitgehend verloren.